# Dehradun
Dehradun este un oraș în India.